# Торре-Де-Руджеро
Торре-Де-Руджеро (итал. Torre di Ruggiero) — коммуна в Италии, располагается в регионе Калабрия, подчиняется административному центру Катандзаро.
Население составляет 1243 человека (на 2004 г.), плотность населения составляет 56 чел./км². Занимает площадь 24 км². Почтовый индекс — 88060. Телефонный код — 0967.
Покровительницей коммуны почитается святая Доминика, празднование 6 июля.
Соседние населённые пункты: Капистрано, Кардинале, Киаравалле-Централе, Сан-Никола-да-Крисса, Симбарио, Валлелонга.